# Alfons Scholtis
Alfons Paul Scholtis (* 19. Februar 1902 in Klein-Zabrze; † ca. 1973) war ein deutscher Politiker (NSDAP).

## Leben
Er war der Sohn des Maurers Alfons Scholtis und war zunächst als Handlungsgehilfe, später als Betriebsleiter in Dresden tätig. Er wurde früh Mitglied der NSDAP. Nachdem er 1932 erfolglos für den Reichstag kandidiert hatte, wurde er am 13. November 1932 zum Stadtverordneten in Dresden gewählt. Im Frühjahr 1933 erfolgte nach der„Machtergreifung“ der Nationalsozialisten seine Berufung in den gleichgeschalteten Sächsischen Landtag. Bereits im Oktober 1933 löste sich der Landtag auf.
Scholtis war NSDAP-Organisationsleiter des Bezirks Dresden und ab 1933 in der Stadt Dresden NSDAP-Fraktionsführer im Stadtverordnetenkollegium. Im März 1933 wurde er vom Reichskommissar Manfred von Killinger zum Stellvertreter des Kommissars zur besonderen Verwendung bei der Kreishauptmannschaft Dresden-Bautzen, Cuno Meyer, ernannt.
Anfang Dezember 1933 legte Scholtis gemeinsam mit Alfred Brock das Amt als Dresdner Stadtverordneter nieder. Als ihre Nachfolger wurden der kaufmännische Angestellte Wilhelm Strobel und der praktische Arzt Hans Hofmann berufen.